# CSM Botoșani
Clubul Sportiv „Magnum” Botoșani, prescurtat CSM Botoșani, este o echipă profesionistă de handbal masculin din municipiul Botoșani, România, care evoluează în Divizia A. Echipa, antrenată de Florin Ciubotariu, a fost înființată în anul 2016 și își desfășoară meciurile de pe teren propriu în Sala Polivalentă „Elisabeta Lipă”, care are o capacitate de 1700 de locuri.

## Istoric
În 2016, după înființare, CS „Magnum” Botoșani s-a înscris și a participat în Divizia A a campionatului național de handbal masculin. A continuat să evolueze în eșalonul secund până în sezonul 2018/2019, când s-a retras din competiție pe fondul lipsei de buget care o putea menține în Divizia A.
Un an mai târziu, cu un buget crescut și cu câțiva handbaliști importanți în lot (Cristian Adomnicăi, Bogdan Șoldănescu și Florin Ciubotariu), CSM Botoșani revenit în Divizia A, iar la finalul sezonului 2019/2020, încheiat prematur din cauza pandemiei de COVID-19, a reușit să se claseze pe locul al doilea din Seria A. Pe primul loc s-a clasat rivala sa regională, CSU II Suceava. Cu această performanță, echipa din Botoșani a promovat în Liga Națională, unde însă nu s-a putut menține decât un an.
În iulie 2021, CSM Botoșani a fost subiectul mai multor articole de presă, după ce autoritățile locale din Botoșani au decis să îi aloce suma de 1 milion de lei, în dauna altor asociații sportive și echipe din oraș.
Pe 3 ianuarie 2022, CSM Botoșani a anunțat, conform adresei nr. 1/03.01.2022 trimisă Federației Române de Handbal, că din cauza problemelor financiare se retrage din campionat. Potrivit Regulamentului de desfășurare a Diviziei A de handbal masculin sezonul competițional 2021-2022 și a Regulamentului de organizare și desfășurare a competițiilor naționale de handbal contractele încheiate de CSM Botoșani cu sportivii și antrenorii și-au încetat valabilitatea, aceștia putându-se transfera la alte echipe.

### CSM Botoșani Junior
Cu ajutorul jucătorilor Florin Ciubotariu și Bogdan Șoldănescu, la Botoșani a luat naștere proiectul CSM Botoșani Junior. În februarie 2021, la categoria juniorilor activau peste 60 de cursanți.

## Sponsorizare
Principalii sponsori sunt Primăria Municipiului Botoșani și compania Electroalfa, dar echipa este susținută și de alte firme private.

## Mass-media
CSM Botoșani are o pagină oficială de Facebook unde postează noutățile din cadrul echipei și prezintă noi transferuri sau meciuri. În decembrie 2021, clubul a lansat și un nou site web pentru suporteri.
Partidele de pe teren propriu se transmit în direct pe canalul YouTube CSM Botoșani.

## Palmares
- Cupa României
  - Sfert-finalistă: 2019–20[16]

## Ani competiționali
Conform Federației Române de Handbal:
| Sezon   | Competiție națională | Loc     | Cupa României   | Supercupa României | Competiție europeană | Competiție europeană |
| ------- | -------------------- | ------- | --------------- | ------------------ | -------------------- | -------------------- |
| 2016-17 | DA                   |         |                 |                    |                      |                      |
| 2017-18 | DA                   | 10      |                 |                    |                      |                      |
| 2018-19 | DA                   | Retrasă |                 |                    |                      |                      |
| 2019-20 | DA                   | 2       | Sfert-finalistă |                    |                      |                      |
| 2020-21 | LN                   | 15      |                 |                    |                      |                      |
| 2021-22 | DA                   | -✳      |                 |                    |                      |                      |

✳ Retrasă din campionat.

## Lotul de jucători 2021/2022
Conform paginii oficiale a clubului:
| Portari - 01 Mihai Nicolaevici - 12 Raul Fîntînă - 23 Teofan Hirghiligiu - 0 Sergiu Petrula Extreme stânga - 04 Iulian Roșu - 09 Antonio Pintilei - 20 Marian Ștefan Extreme dreapta - 19 Oleksandr Starcenko - 22 Ionuț Vamanu Pivoți - 03 Andi Tofănel - 17 Răzvan Farcaș - 27 Vlad Lazoreac | Linia de 9m Intermediari stânga - 05 Iustin Handrea - 11 Claudiu Lazurca Centri - 06 Răzvan Lesniuc - 07 Bogdan Cozorici Intermediari dreapta - 08 Cristian Adomnicăi - 10 Robert Alupoaiei - 31 Mihai Dumitrescu |

## Conducerea tehnică și administrativă
Conform paginii oficiale a clubului:
| Nume              | Ocupație           |
| ----------------- | ------------------ |
| Cătălin Stoleru   | Președinte         |
| Florin Ciubotariu | Antrenor principal |